# 老挝杜英
老挝杜英（学名：Elaeocarpus laoticus）为杜英科杜英属下的一个种。

## 扩展阅读
- 維基物種上的相關：老挝杜英